# Fußball-Club St. Pauli von 1910 1997-1998
Questa voce raccoglie le informazioni riguardanti il Fußball-Club St. Pauli von 1910 nelle competizioni ufficiali della stagione 1997-1998.

## Stagione
Nella stagione 1997-1998 il St. Pauli, allenato da Eckhard Krautzun e Gerhard Kleppinger, concluse il campionato di 2. Bundesliga al 4º posto. In Coppa di Germania il St. Pauli fu eliminato al primo turno dal Carl Zeiss Jena.

## Rosa
| N. |                        | Ruolo | Calciatore      |
| -- | ---------------------- | ----- | --------------- |
| 1  | Germania (bandiera)    | P     | Klaus Thomforde |
| 2  | Germania (bandiera)    | D     | André Trulsen   |
| 3  | Germania (bandiera)    | C     | Christian Rahn  |
| 4  | Germania (bandiera)    | D     | Karl Werner     |
| 5  | Germania (bandiera)    | C     | Dirk Dammann    |
| 6  | Brasile (bandiera)     | C     | Daniel Franco   |
| 7  | Stati Uniti (bandiera) | A     | Michael Mason   |
| 8  | Germania (bandiera)    | D     | Stephan Hanke   |
| 9  | Germania (bandiera)    | A     | Marcus Marin    |
| 10 | Germania (bandiera)    | C     | Carsten Pröpper |
| 11 | Russia (bandiera)      | A     | Yuriy Savichev  |
| 12 | Francia (bandiera)     | C     | Kaliph Sidibe   |
| 13 | Germania (bandiera)    | A     | Jens Scharping  |

| N. |                     | Ruolo | Calciatore          |
| -- | ------------------- | ----- | ------------------- |
| 14 | Turchia (bandiera)  | D     | Ömer Erdoğan        |
| 15 | Germania (bandiera) | C     | Christian Springer  |
| 16 | Germania (bandiera) | C     | Thomas Meggle       |
| 17 | Croazia (bandiera)  | A     | Ivan Klasnić        |
| 18 | Turchia (bandiera)  | C     | Cem Karaca          |
| 19 | Germania (bandiera) | A     | Kai Dittmer         |
| 20 | Germania (bandiera) | C     | Thomas Seeliger     |
| 21 | Germania (bandiera) | D     | Holger Stanislawski |
| 23 | Germania (bandiera) | P     | Carsten Wehlmann    |
| 25 | Germania (bandiera) | A     | Matthias Scherz     |
| 26 | Germania (bandiera) | D     | Torsten Chmielewski |
| 30 | Polonia (bandiera)  | D     | Piotr Staczek       |
| 33 | Germania (bandiera) | D     | Markus Ahlf         |

## Organigramma societario
Area tecnica
- Allenatore: Gerhard Kleppinger
- Allenatore in seconda:
- Preparatore dei portieri:
- Preparatori atletici: Ronald Wollmann

## Calciomercato

### Sessione estiva
| Acquisti | Acquisti            | Acquisti           | Acquisti |
| R.       | Nome                | da                 | Modalità |
| -------- | ------------------- | ------------------ | -------- |
| D        | Torsten Chmielewski | VfR Mannheim       |          |
| D        | Ömer Erdoğan        | Hessen Kassel      |          |
| C        | Cem Karaca          | Kaiserslautern     |          |
| A        | Marcus Marin        | Duisburg           |          |
| A        | Michael Mason       | Amburgo            |          |
| C        | Thomas Meggle       | Starnberg          |          |
| C        | Thomas Seeliger     | Fortuna Düsseldorf |          |
| D        | Karl Werner         | Fortuna Düsseldorf |          |

| Cessioni | Cessioni          | Cessioni              | Cessioni |
| R.       | Nome              | a                     | Modalità |
| -------- | ----------------- | --------------------- | -------- |
| C        | Michael Bochtler  | Stoccarda             |          |
| P        | Frank Böse        | Lubecca               |          |
| A        | Martin Driller    | Norimberga            |          |
| D        | Bernd Eigner      | Arminia Bielefeld     |          |
| A        | Émerson           | MVV                   |          |
| D        | Torsten Fröhling  | Lubecca               |          |
| C        | Mike Göbel        | St. Pauli II          |          |
| D        | Tore Pedersen     | Blackburn             |          |
| C        | Oliver Schweißing | 93 Amburgo            |          |
| C        | Thomas Sobotzik   | Eintracht Francoforte |          |

### Sessione invernale
| Acquisti | Acquisti | Acquisti | Acquisti |
| R.       | Nome     | da       | Modalità |
| -------- | -------- | -------- | -------- |

| Cessioni | Cessioni       | Cessioni | Cessioni |
| R.       | Nome           | a        | Modalità |
| -------- | -------------- | -------- | -------- |
| A        | Jacques Goumai | Magonza  |          |

## Risultati

### 2. Bundesliga

#### Girone di andata
| Fürth; 27 luglio 1997, ore 15:00 CEST 1ª giornata | Greuther Fürth | 0 – 0 referto | St. Pauli | Playmobil-Stadion (13 000 spett.)\| Arbitro: \| Krug \| |
| Arbitro:                                          | Krug           |               |           |                                                         |

| Amburgo 1º agosto 1997, ore 19:00 CEST 2ª giornata | St. Pauli | 0 – 0 referto | Gütersloh | Millerntor-Stadion (17 318 spett.)\| Arbitro: \| Stark \| |
| Arbitro:                                           | Stark     |               |           |                                                           |

| Arbitro: | Lange |

|                           |           |  |
| Savichev 28’ Springer 90’ | Marcatori |  |

| Arbitro: | Wack |

|                                                   |           |  |
| Schmidt 17’, 31’ De Rosario 43’ Hermel 86’ (rig.) | Marcatori |  |

| Arbitro: | Frey |

|           |           |            |
| Mason 51’ | Marcatori | 86’ Dengel |

| Arbitro: | Fleischer |

|          |           |                                    |
| Judt 89’ | Marcatori | 42’ Savichev 68’ Pröpper 80’ Marin |

| Arbitro: | Müller |

|              |           |             |
| Savichev 84’ | Marcatori | 45’ Fengler |

| Arbitro: | Blumenstein |

|                           |           |          |
| Beierle 19’, 24’ Carl 41’ | Marcatori | 5’ Marin |

| Arbitro: | Friedrichs |

|                        |           |                          |
| Trulsen 20’ Scherz 90’ | Marcatori | 23’ Konetzke 87’ Irrgang |

| Arbitro: | Fröhlich |

|            |           |  |
| Bürger 51’ | Marcatori |  |

| Arbitro: | Heynemann |

|                       |           |  |
| Scherz 22’ Karaca 85’ | Marcatori |  |

| Arbitro: | Sippel |

|                           |           |  |
| Bittencourt 89’ Fuchs 90’ | Marcatori |  |

| Arbitro: | Schütz |

|                          |           |           |
| Savichev 90’ Trulsen 90’ | Marcatori | 75’ Weber |

| Arbitro: | Werthmann |

|                                                  |           |                       |
| Sobotzik 10’ Schur 16’ Weber 31’ (rig.) Wolf 85’ | Marcatori | 50’ Marin 88’ Dammann |

| Amburgo 28 novembre 1997, ore 19:00 CET 15ª giornata | St. Pauli | 0 – 0 referto | Uerdingen 05 | Millerntor-Stadion (15 012 spett.)\| Arbitro: \| Hufgard \| |
| Arbitro:                                             | Hufgard   |               |              |                                                             |

| Arbitro: | Schößling |

|  |           |                                |
|  | Marcatori | 11’, 45’ Savichev 75’ Springer |

| Arbitro: | Wezel |

|              |           |  |
| Savichev 54’ | Marcatori |  |

#### Girone di ritorno
| Arbitro: | Blumenstein |

|             |           |  |
| Trulsen 88’ | Marcatori |  |

| Arbitro: | Sippel |

|             |           |                      |
| Dziwior 72’ | Marcatori | 90’ (rig.) Scharping |

| Magonza 1º marzo 1998, ore 15:00 CET 20ª giornata | Magonza | 0 – 0 referto | St. Pauli | Stadion am Bruchweg (8 083 spett.)\| Arbitro: \| Frey \| |
| Arbitro:                                          | Frey    |               |           |                                                          |

| Arbitro: | Insam |

|                                    |           |                |
| Scherz 19’ Scharping 22’ Mason 70’ | Marcatori | 59’ Daníelsson |

| Arbitro: | Dörr |

|                 |           |           |
| Majstorović 64’ | Marcatori | 78’ Marin |

| Arbitro: | Fleischer |

|                             |           |             |
| Marin 5’, 16’ Scharping 88’ | Marcatori | 26’ Leśniak |

| Arbitro: | Lange |

|                                        |           |              |
| Korobka 43’ Sané 63’, 67’ Feinbier 87’ | Marcatori | 85’ Savichev |

| Amburgo 5 aprile 1998, ore 15:00 CEST 25ª giornata | St. Pauli  | 0 – 0 referto | Kickers Stoccarda | Millerntor-Stadion (17 023 spett.)\| Arbitro: \| Margenberg \| |
| Arbitro:                                           | Margenberg |               |                   |                                                                |

| Cottbus 13 aprile 1998, ore 19:30 CEST 26ª giornata | Energie Cottbus | 0 – 0 referto | St. Pauli | Stadion der Freundschaft (11 353 spett.)\| Arbitro: \| Stark \| |
| Arbitro:                                            | Stark           |               |           |                                                                 |

| Amburgo 17 aprile 1998, ore 19:00 CEST 27ª giornata | St. Pauli | 0 – 0 referto | Norimberga | Millerntor-Stadion (19 909 spett.)\| Arbitro: \| Steinborn \| |
| Arbitro:                                            | Steinborn |               |            |                                                               |

| Friburgo in Brisgovia 27 aprile 1998, ore 19:30 CEST 28ª giornata | Friburgo  | 0 – 0 referto | St. Pauli | Dreisamstadion (18 400 spett.)\| Arbitro: \| Werthmann \| |
| Arbitro:                                                          | Werthmann |               |           |                                                           |

| Arbitro: | Wack |

|                 |           |  |
| Stanislawski 4’ | Marcatori |  |

| Arbitro: | Wezel |

|           |           |             |
| Weber 74’ | Marcatori | 26’ Trulsen |

| Arbitro: | Keßler |

|                     |           |  |
| Marin 45’ Mason 84’ | Marcatori |  |

| Arbitro: | Friedrichs |

|  |           |                 |
|  | Marcatori | 20’, 56’ Scherz |

| Arbitro: | Buchhart |

|                                    |           |             |
| Marin 55’ Trulsen 86’ Springer 88’ | Marcatori | 78’ Stendel |

| Arbitro: | Jansen |

|                     |           |                                                |
| Ahanfouf 51’ (rig.) | Marcatori | 14’ (rig.), 61’ Trulsen 65’ Dittmer 88’ Scherz |

### Coppa di Germania
| Arbitro: | Gettke |

|                                            |                      |                                  |
| Holetschek 47’                             | Marcatori            | 42’ Trulsen                      |
| Schneider Weber Holetschek Rusayev Lindner | Tiri di rigore 4 – 2 | Pröpper Seeliger Trulsen Dammann |

## Statistiche

### Statistiche di squadra
| Competizione      | Punti | In casa | In casa | In casa | In casa | In casa | In casa | In trasferta | In trasferta | In trasferta | In trasferta | In trasferta | In trasferta | Totale | Totale | Totale | Totale | Totale | Totale | DR  |
| Competizione      | Punti | G       | V       | N       | P       | Gf      | Gs      | G            | V            | N            | P            | Gf           | Gs           | G      | V      | N      | P      | Gf     | Gs     | DR  |
| ----------------- | ----- | ------- | ------- | ------- | ------- | ------- | ------- | ------------ | ------------ | ------------ | ------------ | ------------ | ------------ | ------ | ------ | ------ | ------ | ------ | ------ | --- |
| 2. Bundesliga     | 56    | 17      | 10      | 7       | 0       | 24      | 8       | 17           | 4            | 7            | 6            | 19           | 23           | 34     | 14     | 14     | 6      | 43     | 31     | +12 |
| Coppa di Germania | -     | 0       | 0       | 0       | 0       | 0       | 0       | 1            | 0            | 1            | 0            | 1            | 1            | 1      | 0      | 1      | 0      | 1      | 1      | 0   |
| Totale            | 56    | 17      | 10      | 7       | 0       | 24      | 8       | 18           | 4            | 8            | 6            | 20           | 24           | 35     | 14     | 15     | 6      | 44     | 32     | +12 |

### Andamento in campionato
| Giornata  | 1  | 2  | 3 | 4  | 5  | 6 | 7 | 8  | 9  | 10 | 11 | 12 | 13 | 14 | 15 | 16 | 17 | 18 | 19 | 20 | 21 | 22 | 23 | 24 | 25 | 26 | 27 | 28 | 29 | 30 | 31 | 32 | 33 | 34 |
| --------- | -- | -- | - | -- | -- | - | - | -- | -- | -- | -- | -- | -- | -- | -- | -- | -- | -- | -- | -- | -- | -- | -- | -- | -- | -- | -- | -- | -- | -- | -- | -- | -- | -- |
| Luogo     | T  | C  | C | T  | C  | T | C | T  | C  | T  | C  | T  | C  | T  | C  | T  | C  | C  | T  | T  | C  | T  | C  | T  | C  | T  | C  | T  | C  | T  | C  | T  | C  | T  |
| Risultato | N  | N  | V | P  | N  | V | N | P  | N  | P  | V  | P  | V  | P  | N  | V  | V  | V  | N  | N  | V  | N  | V  | P  | N  | N  | N  | N  | V  | N  | V  | V  | V  | V  |
| Posizione | 10 | 11 | 6 | 10 | 10 | 7 | 8 | 11 | 10 | 14 | 10 | 14 | 10 | 11 | 12 | 9  | 7  | 6  | 6  | 6  | 6  | 6  | 5  | 5  | 6  | 6  | 5  | 5  | 5  | 5  | 5  | 5  | 5  | 4  |

Legenda:

Luogo: C = Casa; T = Trasferta. Risultato: V = Vittoria; N = Pareggio; P = Sconfitta.

### Statistiche dei giocatori
| Giocatore       | 2. Bundesliga | 2. Bundesliga | 2. Bundesliga | 2. Bundesliga | Coppa di Germania | Coppa di Germania | Coppa di Germania | Coppa di Germania | Totale   | Totale | Totale      | Totale     |
| Giocatore       | Presenze      | Reti          | Ammonizioni   | Espulsioni    | Presenze          | Reti              | Ammonizioni       | Espulsioni        | Presenze | Reti   | Ammonizioni | Espulsioni |
| --------------- | ------------- | ------------- | ------------- | ------------- | ----------------- | ----------------- | ----------------- | ----------------- | -------- | ------ | ----------- | ---------- |
| M. Ahlf         | 0             | 0             | 0             | 0             | 0                 | 0                 | 0                 | 0                 | 0        | 0      | 0           | 0          |
| T. Chmielewski  | 25            | 0             | 3             | 0             | 0                 | 0                 | 0                 | 0                 | 25       | 0      | 3           | 0          |
| D. Dammann      | 29            | 1             | 0             | 0             | 1                 | 0                 | 0                 | 0                 | 30       | 1      | 0           | 0          |
| K. Dittmer      | 3             | 1             | 1             | 0             | 0                 | 0                 | 0                 | 0                 | 3        | 1      | 1           | 0          |
| Ö. Erdoğan      | 3             | 0             | 0             | 0             | 0                 | 0                 | 0                 | 0                 | 3        | 0      | 0           | 0          |
| D. Franco       | 8             | 0             | 1             | 0             | 1                 | 0                 | 0                 | 0                 | 9        | 0      | 1           | 0          |
| J. Goumai       | 3             | 0             | 0             | 0             | 1                 | 0                 | 0                 | 0                 | 4        | 0      | 0           | 0          |
| S. Hanke        | 31            | 0             | 6             | 0             | 1                 | 0                 | 1                 | 0                 | 32       | 0      | 7           | 0          |
| C. Karaca       | 25            | 1             | 1             | 1             | 0                 | 0                 | 0                 | 0                 | 25       | 1      | 1           | 1          |
| I. Klasnić      | 8             | 0             | 0             | 0             | 0                 | 0                 | 0                 | 0                 | 8        | 0      | 0           | 0          |
| M. Marin        | 28            | 8             | 7             | 0             | 0                 | 0                 | 0                 | 0                 | 28       | 8      | 7           | 0          |
| M. Mason        | 26            | 3             | 3             | 1             | 1                 | 0                 | 1                 | 0                 | 27       | 3      | 4           | 1          |
| T. Meggle       | 16            | 0             | 4             | 0             | 1                 | 0                 | 0                 | 0                 | 17       | 0      | 4           | 0          |
| C. Pröpper      | 26            | 1             | 4             | 0             | 1                 | 0                 | 0                 | 0                 | 27       | 1      | 4           | 0          |
| C. Rahn         | 0             | 0             | 0             | 0             | 0                 | 0                 | 0                 | 0                 | 0        | 0      | 0           | 0          |
| Y. Savichev     | 25            | 8             | 4             | 1             | 1                 | 0                 | 1                 | 0                 | 26       | 8      | 5           | 1          |
| J. Scharping    | 16            | 3             | 1             | 0             | 1                 | 0                 | 0                 | 0                 | 17       | 3      | 1           | 0          |
| M. Scherz       | 32            | 6             | 10            | 0             | 0                 | 0                 | 0                 | 0                 | 32       | 6      | 10          | 0          |
| T. Seeliger     | 26            | 0             | 4             | 0             | 1                 | 0                 | 1                 | 0                 | 27       | 0      | 5           | 0          |
| K. Sidibe       | 7             | 0             | 0             | 0             | 0                 | 0                 | 0                 | 0                 | 7        | 0      | 0           | 0          |
| C. Springer     | 26            | 3             | 3             | 0             | 1                 | 0                 | 0                 | 1                 | 27       | 3      | 3           | 1          |
| P. Staczek      | 2             | 0             | 0             | 0             | 0                 | 0                 | 0                 | 0                 | 2        | 0      | 0           | 0          |
| H. Stanislawski | 27            | 1             | 4             | 0             | 0                 | 0                 | 0                 | 0                 | 27       | 1      | 4           | 0          |
| K. Thomforde    | 33            | 0             | 4             | 0             | 1                 | 0                 | 0                 | 0                 | 34       | 0      | 4           | 0          |
| A. Trulsen      | 31            | 7             | 6             | 0             | 1                 | 1                 | 1                 | 0                 | 32       | 8      | 7           | 0          |
| C. Wehlmann     | 1             | 0             | 1             | 0             | 0                 | 0                 | 0                 | 0                 | 1        | 0      | 1           | 0          |
| K. Werner       | 12            | 0             | 2             | 1             | 1                 | 0                 | 0                 | 0                 | 13       | 0      | 2           | 1          |